# Rydzówka Mała
Rydzówka Mała – nieoficjalny przysiółek wsi Guja w Polsce położony w województwie warmińsko-mazurskim, w powiecie węgorzewskim, w gminie Węgorzewo.
W latach 1975–1998 miejscowość administracyjnie należała do województwa suwalskiego.
We wsi zabytkowy cmentarz z neogotyckim, zrujnowanym mauzoleum rodziny Lefevre. W pobliżu jedyna ukończona śluza na Kanale Mazurskim o przednich wrotach oflankowanych graniastymi wieżami, długość komory 50 m, wysokość zapory przedniej 15 m, poziom piętrzenia 10 m.
Zobacz też: Rydzówka